# Alteración (música)

Figura 1. Sostenido, bemol y becuadro.

Las alteraciones o accidentes, en música, son los signos que modifican la entonación (o altura) de los sonidos naturales y alterados. Las alteraciones más utilizadas son el sostenido, el bemol y el becuadro.

## Las alteraciones y sus efectos
- El sostenido: eleva el sonido un semitono cromático. Se representa con el signo ♯.
- El bemol: baja el sonido un semitono cromático. Se representa con el signo ♭.
- El becuadro: cancela el efecto de las demás alteraciones. Se representa con el signo ♮.
- El doble sostenido: eleva el sonido un tono. Se representa con el signo .
- El doble bemol: baja el sonido un tono. Se representa con el signo .

antiguamente también era utilizado el doble becuadro, pero ha caído en desuso dentro de la música occidental.
En algunos sistemas musicales distintos al sistema musical occidental también se usan el medio sostenido, el medio bemol, el sostenido y medio y el bemol y medio.
|                  |
| Medio sostenido. |

|              |
| Medio bemol. |

|                    |
| Sostenido y medio. |

|                |
| Bemol y medio. |

## Tipologías

### Alteraciones propias
Las alteraciones propias son aquellas que se colocan en la armadura de clave, después de la clave y antes del indicador del compás. Forman parte de la armadura de clave y también se les llama armadura. Alteran todos los sonidos del mismo nombre que se hallan en una pieza de música definiendo así la tonalidad.
Las alteraciones de la armadura aparecen siempre siguiendo un orden determinado, que varía dependiendo de que se trate de bemoles o de sostenidos. El orden de los bemoles es el inverso al de los sostenidos y viceversa. En el sistema latino de notación son:
- Orden de los bemoles: si - mi - la - re - sol - do - fa
- Orden de los sostenidos: fa - do - sol - re - la - mi - si

En notación alfabética o anglosajona es el mismo orden, pero al utilizar letras diferentes la combinación ha dado lugar a una regla mnemotécnica mediante la formación de los siguientes acrósticos:
B♭ - E♭ - A♭ - D♭ - G♭ - C♭ - F♭ Battle Ends And Down Goes Charles' Father.
F♯ - C♯ - G♯ - D♯ - A♯ - E♯ - B♯ Father Charles Goes Down And Ends Battle.

### Alteraciones accidentales
Una alteración accidental es aquella que se coloca en cualquier punto de la partitura a la izquierda de la cabeza de la nota a la que afecta.
Altera la nota musical antes de la que va escrita, así como todas las notas del mismo nombre y altura que haya en el compás donde se encuentra. Es decir, que afecta a todos los sonidos iguales que haya a la derecha de la alteración hasta la siguiente barra de compás. Las alteraciones accidentales no afectan a la misma nota de una octava diferente, salvo que venga indicado en la armadura de clave.
Si esa misma nota debe llevar de nuevo una alteración más allá de la barra de compás, dicha alteración se debe repetir en cada nuevo compás que sea necesario.
Este tipo de alteraciones no se repite para notas repetidas a menos que intervengan una o más alturas o silencios diferentes. Tampoco se repiten en notas ligadas a menos que la ligadura pase de una línea a otra o de una página a otra.
Debido a que siete de las doce notas de la escala cromática del temperamento igual son naturales, (las «teclas blancas» del piano do, re, mi, fa, sol, la y si ), este sistema ayuda a reducir significativamente el número de alteraciones requerido para la notación musical de un pasaje.
Nótese que en algunos casos la alteración puede modificar la altura de la nota más de un semitono. Por ejemplo, si un sol sostenido es seguido en el mismo compás por un sol bemol, el símbolo de bemol en la última nota significa que será dos semitonos más baja que si no hubiera ninguna alteración. De tal forma que el efecto de la alteración debe entenderse en relación con la entonación «natural» derivada de la ubicación de la nota en el pentagrama.
En aras de la claridad, algunos compositores colocan un becuadro delante de la alteración. Así, si en este ejemplo el compositor en realidad quería la nota un semitono más bajo que el sol natural, podría poner primero un signo de becuadro para cancelar el anterior sol sostenido y después el bemol. Sin embargo, en la mayoría de los contextos, un fa sostenido podría ser utilizado en su lugar.

### Alteraciones de cortesía o precaución
Las alteraciones de cortesía o precaución son aquellas que, si bien son innecesarias, se colocan para evitar errores de lectura.
En la actualidad se entiende que la barra de compás cancela el efecto de una alteración (excepto en el caso de las notas ligadas). No obstante, si la misma nota aparece en el siguiente compás los editores suelen emplear la alteración de cortesía como recordatorio de la afinación correcta de esa nota. El uso de alteraciones de cortesía varía, pero se considera obligatorio en algunas situaciones como las siguientes:
- Cuando la primera nota de un compás está afectada por una alteración que ha sido aplicada en el compás anterior.
- Cuando, después de una ligadura que lleva el efecto de la alteración más allá de la barra de compás, la misma nota aparece de nuevo en el compás siguiente.

Existen otros posibles usos pero se aplican de una manera no constante. Las alteraciones de cortesía a veces se incluyen entre paréntesis para enfatizar su naturaleza de recordatorio. Las alteraciones de cortesía se pueden utilizar para aclarar las ambigüedades, pero deben mantenerse al mínimo.
Aunque esta tradición todavía se mantiene sobre todo en la música tonal, puede resultar engorrosa en otros tipos de música que cuentan con alteraciones frecuentes, como suele ocurrir en el caso de la música atonal o del jazz. En consecuencia, se ha adoptado un sistema alternativo de alteraciones nota por nota con el objetivo de reducir el número de alteraciones que es necesario anotar en un compás.

### Alteraciones simples y dobles

Figura 2. Doble sostenido y doble bemol.

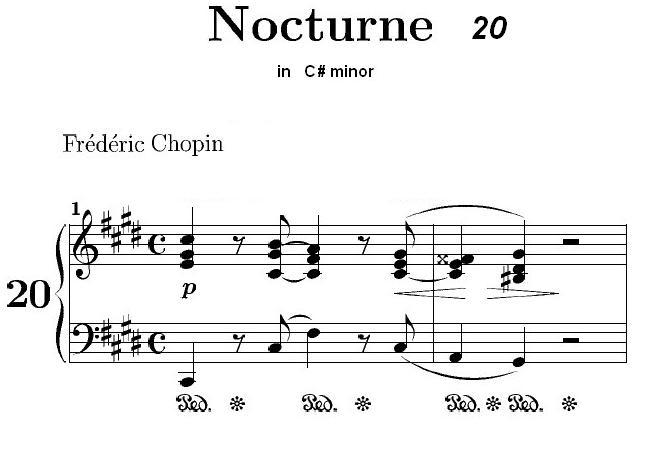
Ejemplo de la utilización de una doble alteración.

- La alteración simple es la que altera, aumentando o reduciendo, el sonido en un semitono cromático. Son el sostenido y el bemol (véase Figura 1).
- La alteración doble es la que altera, aumentando o reduciendo, el sonido en dos semitonos cromáticos. («'Double Sharp' ()—raises the pitch two half steps. 'Double Flat' () - lowers the pitch two half steps»).[8] Son el doble sostenido y el doble bemol (véase Figura 2). También existió el doble becuadro, pero ha caído en desuso. Este tipo de alteración se debe a una innovación desarrollada a principios de 1615.

Un Fa al que se le aplica un doble sostenido se eleva un tono entero por lo que es enarmónicamente equivalente a un sol. El uso de las dobles alteraciones varía en función de la forma de anotar la situación en que una nota con un doble sostenido es seguida en el mismo compás por una nota con un sostenido simple. Algunas publicaciones utilizan simplemente una única alteración para la última nota, mientras que otras emplean una combinación de un becuadro y un sostenido, entendiendo que el becuadro solo se aplica al segundo sostenido.
La alteración doble con respecto a una tonalidad específica, sube o baja las notas que contienen un sostenido o bemol en un semitono. Por ejemplo, cuando en la tonalidad de do sostenido menor o mi mayor fa, do, sol y re contienen un sostenido, la adición de una doble alteración (doble sostenido) a fa, por ejemplo, en este caso solo elevaría el sostenido que ya contiene la nota fa medio tono, dando lugar a un sol natural. Entonces, si se ha añadido un doble sostenido a cualquier otra nota que no contiene un sostenido o bemol indicado por la armadura, entonces la nota será aumentada en dos semitonos o un tono entero con respecto a la escala cromática. Por ejemplo, en la armadura mencionada cualquier nota que no es fa, do, sol y re se incrementará en dos semitonos en lugar de uno, por lo que un la doble sostenido eleva la nota la a su equivalente enarmónico si.

### Alteraciones ascendentes y descendentes
- La alteración ascendente es aquella que aumenta el sonido en un semitono cromático. Es el sostenido.
- La alteración descendente es aquella que reduce el sonido en un semitono cromático. Es el bemol.

La única alteración que puede ser tanto ascendente como descendente es el becuadro.

## Historia de la notación de alteraciones

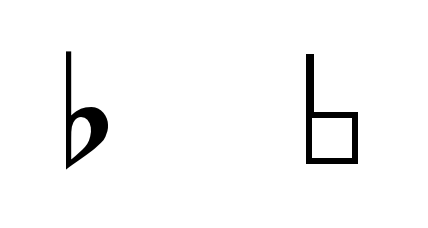
Figura 3. «B molle» y «B durum».

Los tres símbolos principales de alteración se derivan de las variantes de la letra b minúscula:
los signos del sostenido (♯) y el becuadro (♮) de la forma cuadrada de «b quadratum» o «b durum» y el signo de bemol (♭) de la forma redondeada de «b rotundum» o «b molle» (ver Figura 3).
En los inicios de la notación musical europea (con manuscritos de canto gregoriano basados en tetragramas), solamente la nota «b» (Si) podía ser alterada. Podía ser un bemol, por lo tanto pasar del «hexachordum durum» o hexacordo duro (Sol-La-Si-Do-Re-Mi) donde el Si es natural, al «hexachordum molle» o hexacordo suave (Fa-Sol-La-Si♭-Do-Re), donde el Si es bemol. La nota b no está presente en el tercer hexacordo «hexachordum naturale» o hexacordo natural (Do-Re-Mi-Fa-Sol-La).
Este uso prolongado de b (Si) como la única nota susceptible de alteración contribuye a explicar algunas peculiaridades de la notación:
- El signo de bemol ♭ en realidad deriva de una letra b redondeada, que hace referencia a la nota b (Si) del hexacordo suave o Si bemol, que en origen significaba exclusivamente Si bemol;
- El signo de becuadro ♮ y el de sostenido ♯ provienen de una letra b con forma cuadrada, que hace referencia a la nota b (Si) del hexacordo duro o Si natural, que en origen significaba exclusivamente Si natural.

Muchos idiomas han mantenido esta etimología en los términos para designar esta alteraciones musicales. Así por ejemplo se denomina «Bemol» en español, gallego, euskera, portugués y polaco; «bémol» en francés, «bemolle» en italiano o «bemoll» en catalán.
«Becuadro» en español y gallego; «bequadro» en italiano y portugués; «bécarre» en francés o «becaire» en catalán. 
En la misma línea en notación musical alemana la letra B designa Si bemol mientras que la letra H, que es en realidad una deformación de la b cuadrada, se emplea para designar Si natural.
La excepción es la lengua inglesa que denomina al bemol «flat», que quiere decir ‘plano’, ‘llano’, y al becuadro «natural», que quiere decir ‘natural’, ‘sin alterar’.
A medida que la polifonía se fue haciendo más compleja, otras notas aparte del Si debían ser alteradas a fin de evitar intervalos armónicos o melódicos indeseables (especialmente la cuarta aumentada o tritono, al cual los teóricos de la música se referían como «Diabolus in Musica», es decir, ‘el diablo en la música’). El sostenido se utilizó por primera vez en la nota fa♯, luego vino el segundo bemol en la nota mi♭, más tarde do♯, sol♯, etc.
Hacia el siglo XVI si♭, mi♭, la♭, re♭, sol♭ y fa♯, do♯, sol♯, re♯ y la♯ estaban en uso en mayor o menor medida.
No obstante, esas alteraciones a menudo no se anotaban en los libros de partituras de piezas vocales. Mientras que en las tablaturas siempre se anotaban las alturas precisas y correctas de las notas. La práctica notacional de no señalar las alteraciones implícitas, dejando que fuesen tocadas por el intérprete en su lugar, se llama musica ficta, que quiere decir música fingida.
En rigor, los signos medievales ♮ y ♭ indican que la melodía está progresando dentro de un hexacordo (ficticio) del cual la nota musical afectada es el mi o el fa respectivamente. Esto significa que se refieren a un grupo de notas «alrededor» de la nota señalada, en vez de indicar que la nota señalada en sí es necesariamente una alteración. En ocasiones es posible ver a un mi becuadro (♮) asociado con un re por ejemplo. Esto podría significar que el re es simplemente un re, pero la nota anterior mi ahora es un fa, es decir, es una la que baja a mi bemol (la que conocemos como «alteración» en el sistema actual).

### Notación microtonal

Figura 4. Alteraciones de cuartos de tono:
medio-sostenido, sostenido, sostenido y medio;
medio-bemol, bemol, bemol y medio (dos variantes).

Los compositores de música microtonal han desarrollado una serie de notaciones para indicar las diversas alturas al margen de la notación estándar. Uno de estos sistemas de notación para reflejar los cuartos de tono es el utilizado por el checo Alois Hába y por otros compositores (ver Figura 4).
En el siglo XIX y principios del XX cuando los músicos turcos cambiaron sus sistemas de notación tradicional -que no se basaban en pentagramas- por el sistema europeo basado en pentagramas, llevaron a cabo una mejora en el sistema europeo de las alteraciones a fin de que fuese capaz de anotar de las escalas musicales turcas que hacen uso de intervalos más pequeños que el semitono temperado. Existen diversos sistemas de este tipo que varían en cuanto a la división de la octava que proponen o simplemente en la forma gráfica de las alteraciones. El método más extendido (creado por Rauf Yekta Bey) utiliza un sistema de 4 sostenidos (de aproximadamente +25 cents, +75 cents, +125 cents y +175 cents) y 4 bemoles (de unos −25 cents, −75 cents, −125 cents y −175 cents), ninguno de los cuales se corresponden con el sostenido ni con el bemol temperados. Suponen una división pitagórica de la octava tomando como intervalo básico la coma pitagórica (alrededor de una octava del sistema temperado, en realidad más cerca de 24 cents, que se define como la diferencia entre 7 octavas y 12 quintas en afinación justa). Los sistemas turcos también han sido adoptados por algunos músicos árabes.
Ben Johnston creó un sistema de notación para piezas en temperamento justo, donde los acordes mayores justos de Do, Fa y Sol (4:5:6) y las alteraciones se emplean para aplicar la afinación justa en otros tonos.
Entre 2000 y 2003, Wolfgang von Schweinitz y Marc Sabat desarrollaron el sistema de entonación justa extendida de Helmholtz-Ellis JI (Just Intonation), una adaptación moderna y extensión de los principios de notación utilizados por primera vez por Hermann von Helmholtz, Arthur von Oettingen y Alexander John Ellis, que rápidamente empezó a ser adoptado por los músicos que trabajan en el campo de la entonación justa extendida por las alteraciones.

### Notación, lectura y solfeo
En la notación musical, las alteraciones accidentales se colocan a la izquierda del óvalo de la figura que representa el sonido que se altera. En cambio, en la lectura, la alteración debe decirse después del nombre del sonido, por ejemplo: do sostenido.
En el solfeo, las alteraciones no deben ser pronunciadas.